# Bronzestøberen
Bronzestøberen er en dokumentarfilm instrueret af Rikard Rogeland og Emelie Saltas.

## Handling
Fra filmens start fyres der op. Luften sitrer af varme. Vi befinder os på en meget varm arbejdsplads i Thailand, på et bronzestøberi. Bronzestøberen fører os ind i fabrikken og fortæller om sit arbejde og sig selv. Vi ser hvorledes metalstykker smides i smeltedigler, luftpumpen tilsluttes for blæse luft ind i brændkammeret, og det hede smeltede metal bliver hældt på forme. Der formes statuer, mange religiøse statuer, der først må gennem en ceremoni inden de kan anbringes i templet. Hvem går igen på disse statuer?